# (12926) Brianmason
(12926) Brianmason (1999 SO9) – planetoida z grupy pasa głównego asteroid okrążająca Słońce w ciągu 4,41 lat w średniej odległości 2,69 j.a. Odkryta 27 września 1999 roku.